# Malakológia

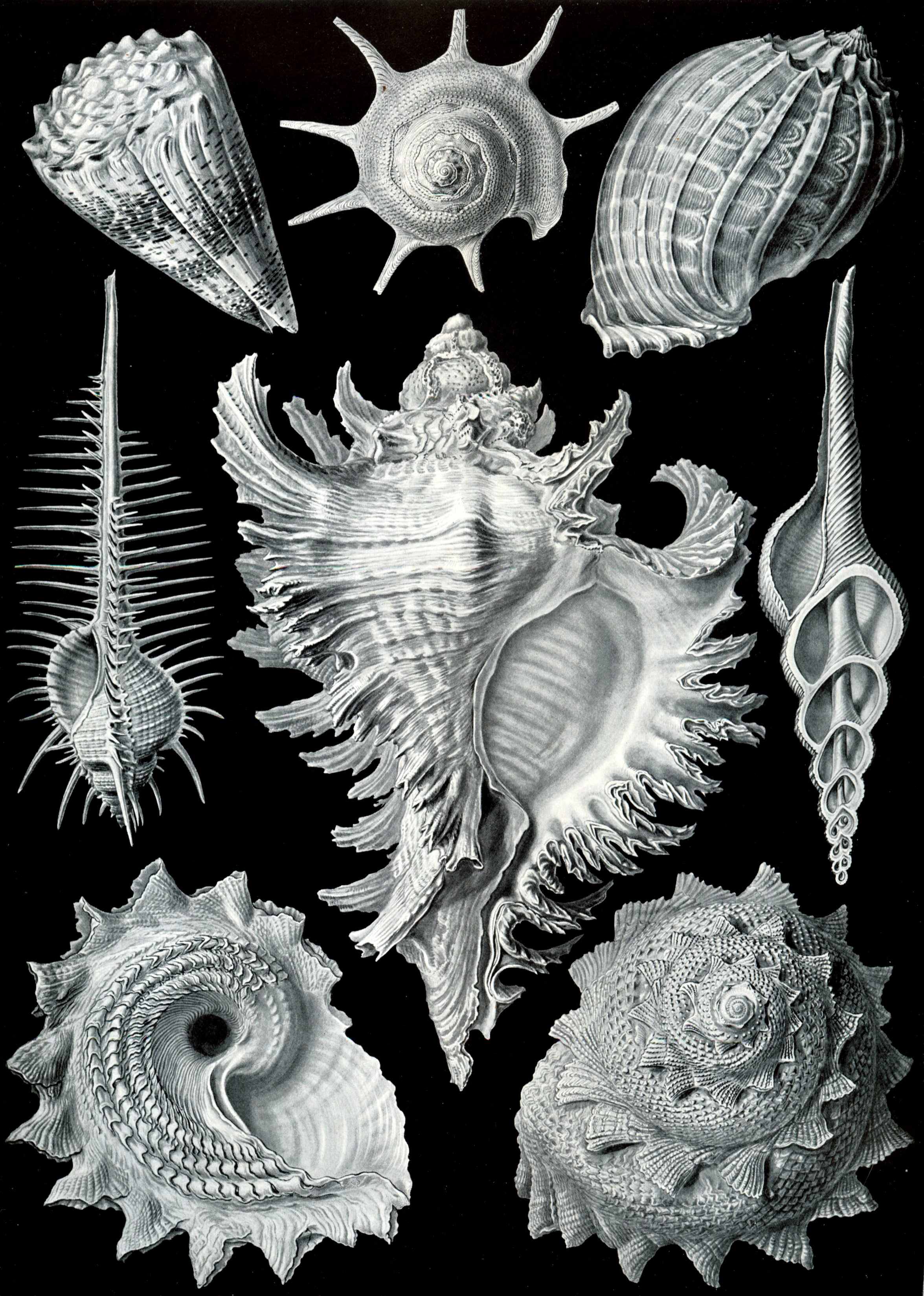
Ábrázolás Ernst Haeckel: Kunstformen der Natur c. könyvéből (1904)

A malakológia az állattan puhatestűeket (Mollusca), az állatvilág második legnagyobb fajszámú törzsét tanulmányozó ágazata. Elnevezése a görög malakosz (μαλακός, puha) és logia (λογία, tudomány) összetételből származik. A malakológusok a csigák, kagylók és lábasfejűek rendszertanát, evolúcióját, elterjedését, élettanát, ökológiáját stb. kutatják. Egyik ága, a konhológia a puhatestűek kagylóit és házait tanulmányozza. A malakológia gyakorlati jelentőségét az orvos- és állatorvostudományhoz (mint paraziták köztesgazdái és terjesztői), mezőgazdasághoz és élelmiszeriparhoz való hozzájárulása adja. Ezenkívül a geológiában és klímakutatásban van nagy szerepe az üledékes kőzetek korának és az akkor uralkodó hőmérsékleti viszonyoknak a meghatározásával.

## Története
Az első, kizárólag csigaházakat leíró könyvet Filippo Bonanni jelentette meg 1681-ben (Ricreatione dell' occhio e dela mente nell oservation' delle Chiociolle, proposta a' curiosi delle opere della natura, &c). 1868-ban megalakult a Német Malakológiai Társulat, 1962-pedig az Unitas Malacologica nemzetközi szervezet.
Európában jelentős malakológiai gyűjteménnyel rendelkezik a Királyi Belga Természettudományi Intézet Brüsszelben és a Cau del Cargol a katalóniai Vilassar de Dalt-ban.  

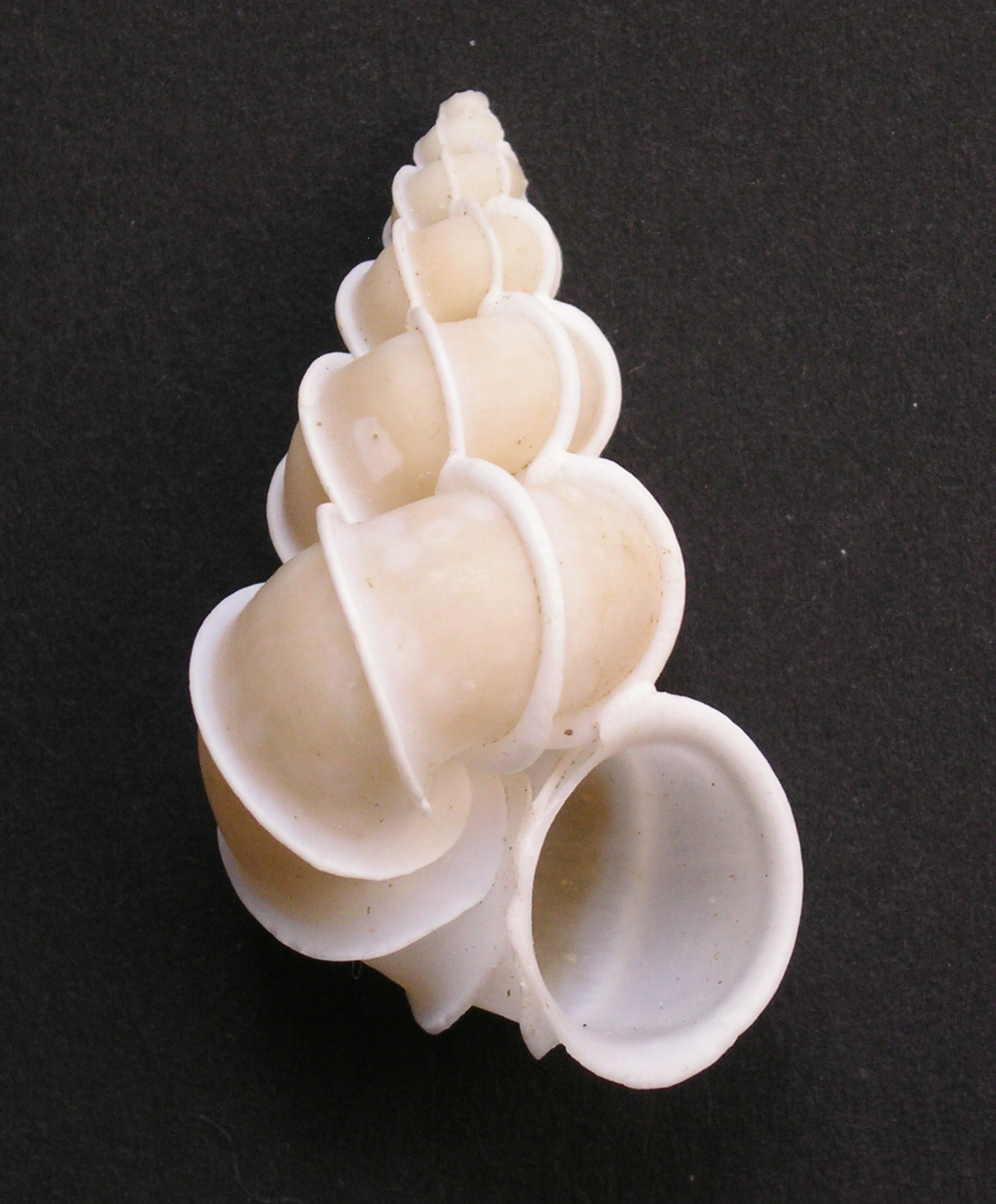
Epitonium scalare

## Társulatok
- Ausztrália: Malacological Society of Australasia
- Belgium: Société Belge de Malacologie (francia nyelvű), Belgische Vereniging voor Conchyliologie (holland nyelvű)
- Egyesült Államok: American Malacological Society, Conchologists of America, Freshwater Mollusk Conservation Society, Western Society of Malacologists, Oregon Society of Conchologists, The Boston Malacological Club és egyéb regionális társulatok
- Európai Unió: European Quaternary Malacologists
- Észtország: Eesti Malakoloogia Ühing
- Franciaország: Association Française de Conchyliologie
- Fülöp-szigetek: Malacological Society of the Philippines, Inc.
- Hollandia: Nederlandse Malacologische Vereniging
- Lengyelország: Stowarzyszenie Malakologów Polskich
- Magyarország: Magyar Malakológiai Társaság
- Mexikó: Sociedad Mexicana de Malacología y Conquiliología
- Nagy-Britannia és Írország: Conchological Society of Great Britain and Ireland, Malacological Society of London
- Németország: Deutsche Malakozoologische Gesellschaft
- Olaszország: Società Italiana di Malacologia
- Oroszország: Дальневосточное малакологическое общество
- Spanyolország: Sociedad Española de Malacología

## Folyóiratok
- American Malacological Bulletin honlap
- Archiv für Molluskenkunde: International Journal of Malacology honlap
- Basteria honlap
- Bulletin of Russian Far East Malacological Society honlap
- Fish & Shellfish Immunology Elsevier honlap
- Folia conchyliologica francia nyelven
- Folia Malacologica honlap
- Heldia német nyelven
- Journal of Conchology honlap
- Journal of Molluscan Studies honlap
- Malacologica Bohemoslovaca honlap
- Miscellanea Malacologica honlap
- Molluscan Research honlap
- Ruthenica honlap Archiválva 2011. február 7-i dátummal a Wayback Machine-ben
- Soosiana honlap
- Strombus honlap
- Tentacle honlap
- The Nautilus honlap Archiválva 2010. november 30-i dátummal a Wayback Machine-ben
- The Veliger honlap
- 貝類学雑誌 Venus (Japanese Journal of Malacology) honlap

## Jelentős magyar malakológusok
- Bába Károly (1935-2007)
- Michael Bielz (1787–1866) erdélyi szász természettudós
- Eduard Albert Bielz (1827–1898) Michael Bielz fia
- Erőss Zoltán Péter
- Krolopp Endre (1935–2010)
- Petró Ede (1941-2012)
- Pintér István (1911–1998)
- Pintér László Ernő (1942–2002)
- Soós Árpád (1912–1991) Soós Lajos fia
- Soós Lajos (1879–1972)
- Vágvölgyi József
- Wagner János (1906–1948)

## Fordítás
- Ez a szócikk részben vagy egészben  a   Malacology című angol Wikipédia-szócikk ezen változatának fordításán alapul.  Az eredeti cikk szerkesztőit annak laptörténete sorolja fel. Ez a jelzés csupán a megfogalmazás eredetét és a szerzői jogokat jelzi, nem szolgál a cikkben szereplő információk forrásmegjelöléseként.